# Urup (Insel)
Urup (russisch: Уруп; japanisch: 得撫島, Uruppu-tō) ist eine Insel des Kurilen-Archipels. Die Insel gehört zu Russland.

## Geographie
Urup liegt nordöstlich von Hokkaidō, etwa auf der geographischen Breite der Südspitze Sachalins. Die Insel hat eine Fläche von 1.430 km².
Ihre höchste Erhebung ist mit 1.426 Metern der Berg Wyssokaja. Eine Reihe von Bergketten, die am Fuß ineinander verschmolzen sind, ist vulkanischen Ursprungs; von den etwa 25 Vulkanen sind zwei noch aktiv: der Tresubez und die Berga.
Ein Berg, ein Kap und ein Fluss wurden nach Iwan Antipin benannt, der 1775–1780 mit Unterbrechungen auf der Insel gelebt hatte.

## Geschichte
Urup wurde ursprünglich von Ainu bewohnt. Im 18. Jahrhundert kamen russische Händler und Jäger auf die Insel, was 1772 zu Konflikten mit den Ainu führte. 1801 erklärte die japanische Regierung Urup zu japanischem Territorium. 1828 gründete der damalige Hauptverwalter der Russländisch-Amerikanischen Kompagnie, Arvid Adolf Etholén, eine Faktorei auf Urup.

### Britisch-Französische Annexion während des Krimkriegs 1855
Während des Krimkriegs annektierten Großbritannien und Frankreich kurzzeitig Urup. Zu Beginn des Krieges hatten sowohl die Alliierten wie auch Russland versucht, über Verträge mit Japan ihre Positionen im Pazifikbereich sichern. Großbritannien schloss im Oktober 1854 mit dem Tokugawa-Shogunat den Englisch-Japanischen Freundschaftsvertrag ab. Dieses Abkommen ermöglichte britischen Schiffen den Zugang zu den Häfen von Nagasaki und Hakodate auf Hokkaido für Reparaturen, Frischwasser, Proviant und andere Lieferungen. Dieser strategische Vorteil ermöglichte es den Alliierten, diese Häfen als Ausgangsbasis für Angriffe auf russische Siedlungen im Nordwestpazifik zu nutzen. Dies war besonders vorteilhaft, da der nächstgelegene Stützpunkt in Hongkong lag.
Zur selben Zeit bemühten sich die Russen um Rechte in japanischen Häfen für ihre eigenen Schiffe und die Klärung von Grenzfragen. Mit dem am 7. Februar 1855 unterzeichneten Vertrag von Shimoda wurde dies erreicht. Die Grenze zwischen beiden Reichen wurde im Bereich der Kurilen so gezogen, dass Urup und alle weiter nördlich liegenden Inseln zu Russland geschlagen wurden. Auch Russland erhielt Hafenrechte in Nagasaki und Hakodate, zusätzlich noch in Shimoda.
Admiral Sir James Stirling, der Oberbefehlshaber der Royal Navy auf der China-Station, der den Freundschaftsvertrag mit Japan abgeschlossen hatte, erfuhr bald vom Abschluss des Vertrags von Shimoda. Um peinliche Situationen zu vermeiden, sammelte er Informationen über dessen Bestimmungen, um Operationen gegen russische Siedlungen auf den Kurilen zu planen. Da Urup nach dem Vertrag von Shimoda zu Russland gehörte, startete Stirling eine Operation mit dem Ziel, die dortige russische Siedlung zu zerstören und einen Marinestützpunkt zu errichten, der stärker unter alliierter Kontrolle stand als die in Japan zugänglichen.
Urup war zu dieser Zeit von Ainu bewohnt, mit einigen russischen und aleutischen Bewohnern, die für die Russländisch-Amerikanische Kompagnie arbeiteten. Diese russische Gesellschaft, die das Handelsmonopol für Alaska, die Aleuten und die russischen Kurilen besaß, hatte gemeinsame Interessen mit der britischen Hudson’s Bay Company. Bei einem Treffen in London konnten beide Unternehmen ihre jeweiligen Regierungen davon überzeugen, einem Neutralitätspakt bezüglich ihrer nordamerikanischen Siedlungen zuzustimmen, was dazu führte, dass die Briten während des Krimkrieges auf einen Angriff auf Alaska verzichteten.
Die wichtigste russische Siedlung auf der Insel war Tavano. Ende August 1855 traf eine kleine anglo-französische Streitmacht, angeführt von der HMS Pique und der französischen Sybille, vor Tavano ein. Befehlshaber der Streitmacht war Frederick Nicolson, der Kapitän der HMS Pique. Dieser hatte im Vorjahr bereits die erfolglose Belagerung von Petropawlowsk-Kamtschatski geleitet.
Als die Schiffe am 26. August Urup erreichten, verzögerte sich das Anlaufen des Hafens wegen dichten Nebels und wechselnder Winde. Nicolson fand den Hafen zu klein und ankerte vor der Küste. Er beschrieb das Dorf als eine Ansammlung von Holzhäusern und Lagerhäusern, die von den Russen genutzt wurden, sowie von Hütten, die von Einheimischen bewohnt wurden. Nicolson traf keine Russen an und die Einheimischen versicherten ihm, dass diese vor der Ankunft der Alliierten abgereist waren. Nicolson initiierte eine hydrographische Vermessung, ordnete topographische Beobachtungen an und benannte markante Punkte. Am 2. September 1855 annektierte Nicolson auf Anordnung von Stirling die Insel formell für die beiden alliierten Mächte. Die Einzelheiten des Verfahrens, die in Nicolsons Depesche festgehalten sind, betonen die Erklärung der Alliierten, dass Russland seiner Rechte beraubt wurde, und die feierliche Inbesitznahme von Urup, einer Insel, die Japan im letzten Vertrag zwischen den beiden Nationen an den russischen Zaren abgetreten hatte.
Bei der Annexionszeremonie wurden Waffen präsentiert, Flaggen gehisst und Salutschüsse abgegeben. Urup erhielt den neuen Namen „Isle de Alliance“. Anschließend wurden Lagerhäuser niedergebrannt und eine vorhandene Batterie zerstört. Die Alliierten verließen Urup am nächsten Tag wegen Nebels und beendeten damit für das Jahr 1855 ihre Operationen im Pazifik. Im Pariser Frieden erhielt Russland alle besetzten Gebiete zurück; die kurze Zeit der britisch-französischen Annexion war damit beendet.
Es ist unklar, warum Stirling angesichts der überwältigenden alliierten Seemacht im Pazifik auf einer tatsächlichen Annexion bestand. Möglicherweise suchte er nach konkreten Erfolgen, um vom Scheitern anderer Operationen im Pazifikraum während des Krimkriegs abzulenken. Während die Annexion in der Admiralität, im Parlament und in der Presse auf Kritik stieß, waren die detaillierte Aufklärung und die Beseitigung der russischen Präsenz sinnvolle Maßnahmen zur Vorbereitung einer Fortführung des Krieges im kommenden Jahr 1856. Stirlings Anweisung, die Insel in Besitz zu nehmen, könnte auch vom eigensinnigen Nicolson falsch interpretiert worden sein, was zu einer Zeremonie führte, die zwar möglicherweise moralisch aufbauend war, aber kaum mehr als eine Unterhaltung für die Einheimischen darstellte.

### Weitere Geschichte
1875 wurde Urup durch den Vertrag von Sankt Petersburg wieder Japan zugeordnet. 1945 wurde Urup, wie alle anderen Inseln der Kurilen auch, von sowjetischen Truppen besetzt und gehört seit 1946 zum sowjetischen bzw. seit 1991 zum russischen Staatsgebiet. Japan gab 1951 im Friedensvertrag von San Francisco alle Ansprüche auf die Insel auf.